# آشایچاتما (سیریک)
آشایچاتما (ترکی استانبولی: Aşağıçatma) یک محله در ترکیه است که در ناحیهٔ سریک، آنتالیا واقع شده است. جمعیت این محله تا سال ۲۰۲۲ برابر با ۲۴۰ نفر بوده است.